# Kalcit
Kalcit je karbonatni mineral in najbolj stabilen polimorf kalcijevega karbonata (CaCO3). Druga polimorfa sta aragonit in vaterit. Najmanj stabilen je vaterit, aragonit pa preide v kalcit pri temperaturi 470 °C.

## Lastnosti
Kristali kalcita so trigonalno-romboedrični, vendar so pravi naravni kalcitni romboedri redki. Kristali imajo zelo različne oblike, od šilastih do topih romboedrov, ploščic, prizm in različnih skalenoedrov. Lahko so vlaknati, zrnati, lamelasti ali kompaktni.  Poleg tega ima kalcit več vrst dvojčičenja. Kolje se običajno v treh smereh, vzporednih s ploskvami romboedra. Lom je školjkast, vendar ga je težko doseči.
Kalcit ima trdoto 3, gostoto 2,71 g/cm3 in steklast sijaj. Je brezbarven ali bel, obstajajo pa tudi sivi, rdeči, rumeni, zeleni, modri, vijolični, rjavi in celo črni kristali kalcita. Barva je odvisna od vsebnosti nečistoč. 
Kalcit je prozoren do neprozoren in včasih fosforescira ali fluorescira. Prozorni primerki, imenovani islandski dvolomec, se uporabljajo v optiki. 
Monokristali kalcita so dvolomni. Pojav je prvi opisal danski znanstvenik Rasmus Bartholin leta 1669. Kalcit ima pri valovni dolžini ~590 nm lomna količnika 1,658 in 1,486. Pri valovnih dolžinah od 190 do 1700 nm ima prvi količnik vrednosti 1,6-1,4, drugi pa 1,9-1,5.
Kalcit se kot večina karbonatov raztaplja v večini kislin, pri čemer se sprošča ogljikov dioksid (CO2). Raztapljanje in izločanje kalcita iz talne vode se lahko ponavlja in je odvisno predvsem temperature, pH in koncentracije raztopljenih ionov. Kalcit ima nenavadno lastnost, ki se imenuje retrogradna topnost in pomeni, da z naraščanjem temperature njegova topnost v vodi pada. Pri izločanju iz vode cementira zrna drugih mineralov ali polni razpoke, kasneje pa se lahko ponovno raztopi, kar močno poveča poroznost in prepustnost kamnine. Na ta način so nastale podzemske kraške jame.

## Nahajališča
Največja dokumentirana monokristala kalcita sta z Islandije in merita 7×7×2 m  in 6×6×3 m in tehtata približno 250 ton.
Kalcit je pogosta sestavina sedimentnih kamnin, predvsem apnenca, ki je sestavljen večinoma iz delov odmrlih morskih organizmov. Apnenec sestavlja približno 10 % sedimentnih kamnin. 
Kalcit je primarno gradivo metamorfnega marmorja. Pojavlja se tudi v žilah v skladih okrog termalnih vrelcev in v kraških jamah kot stalaktiti in stalagmiti. 
Klacit se nahaja tudi v vulkanskih kamninah in kamninah iz Zemljinega plašča kot so karbonatiti, kimberliti in peridotiti. Takšen je na primer vlaknat in s kristali poprhan kalcit lublinit.
Kalcit je pogosto osnovno gradivo skeletov morskih organizmov, na primer planktona (kokoliti, foraminifere), trdih delov rdečih alg, nekaterih spužv, ramenonožcev in iglokožcev, večine mahovnjakov in nekaterih školjk, na primer ostrig. Posebna zanimivost so že izumrli trilobiti, ki so imeli očesne leče zgrajene iz posebno čistih kristalov kalcita. 
S kalcitom je pokrito dno kraške jame Snowy River (v prevodu Snežna reka) v New Mexicu. Počasi tekoča talna voda je s sten jame raztopila apnenec, ki je zatem s pomočjo mikroorganozmov prekristaliziral na dnu rečnega korita.

## Kalcit v Zemljini zgodovini
V Zemljini zgodovini so obstajala kalcitna morja, iz katerih se je kot primarna kalcijeva karbonatna kamnina izločal kalcit z majhno vsebnostjo magnezija. Njihovo nasprotje so bila aragonitna morja, iz katerih sta se izločala aragonit in kalcit z visoko vsebnostjo magnezija, kar se dogaja tudi sedaj. Kalcitna morja so se v fanerozoiku izmenjavala z aragonitnimi morji in bila naizrazitejša v ordoviciju in juri. Znanstveniki so ugotovili zakonitosti, katera oblika kalcijevega karbonata se je pri določenih pogojih obarjala, in jih uporabili tudi za druga obdobja Zemljine zgodovine.  Petrografski  dokazi za obstoj kalcitnih morij so kalcitni ooidi, apnenčni cementi, cementirani apnenčni skladi in hitro raztapljanje aragonita na zgodnjem morskem dnu. Na razvoj morskih organizmov z lupinami iz kalcijevega karbonata  so morda vplivali prav kalcitni in aragonitni morski cikli.

## V arheologiji
Ko kalcit uporabljajo arheologi in strokovnjaki za trgovino s kamni, se izraz alabaster uporablja ne le kot v geologiji in mineralogiji, kjer je rezerviran za različne sadre, ampak tudi za podobno, prosojno, prozorno sorto drobnozrnatega pasu sedimenta iz kalcita.